# Martinovići (Czarnogóra)
Martinovići (cyr. Мартиновићи) – wieś w Czarnogórze, w gminie Gusinje. W 2011 roku liczyła 683 mieszkańców.